# Port lotniczy Pınarbaşı
Port lotniczy Pınarbaşı – wojskowy port lotniczy zlokalizowany w Pınarbaşı na Cyprze.